# 乌江堡站
乌江堡站位于甘肃省张掖市乌江乡，是兰新铁路的一座火车站，等级为五等站，距兰州站558公里，距乌鲁木齐站1334公里，本站及相邻上下行区间均为电气化区段。本站不办理客货运业务。邮政编码为734026。